# Chapel Works

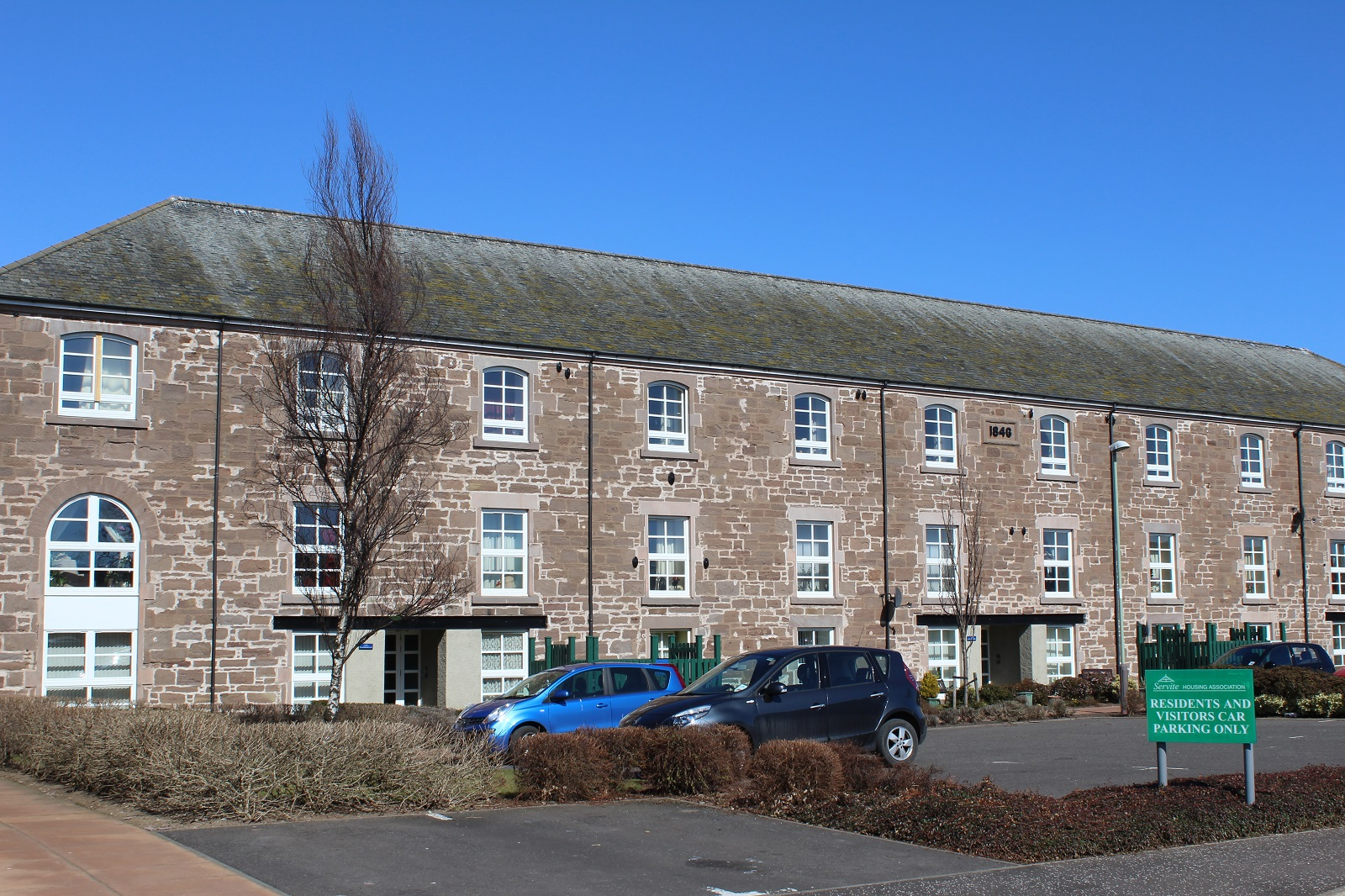
Hauptgebäude

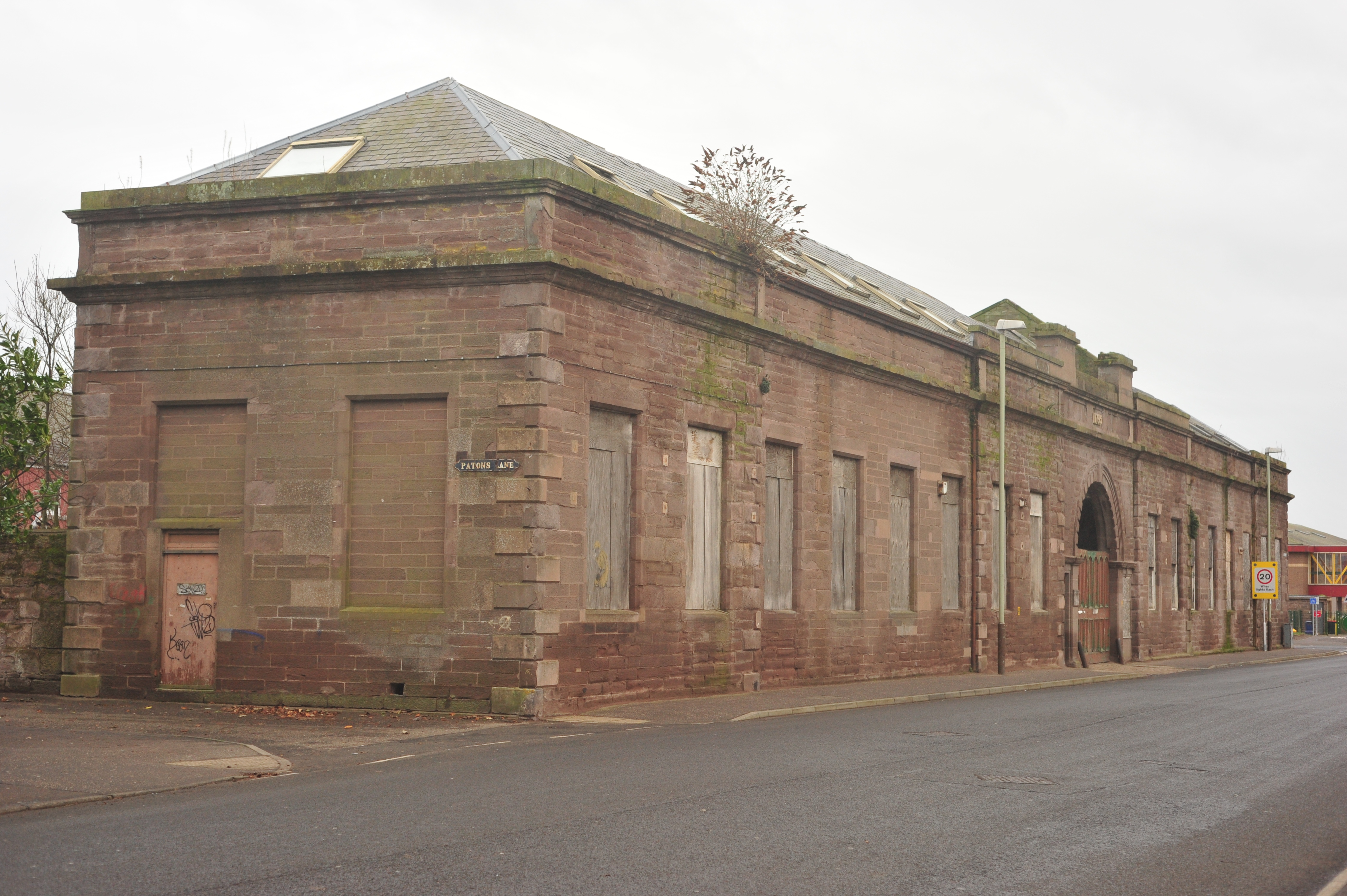
Chapel Works

Die Chapel Works sind eine ehemalige flachsverarbeitende Mühle und Spinnerei in der schottischen Kleinstadt Montrose in der Council Area Angus. 1971 wurde das Bauwerk in die schottischen Denkmallisten in der höchsten Denkmalkategorie A aufgenommen. Des Weiteren bildet es mit verschiedenen umliegenden Gebäuden ein Denkmalensemble der Kategorie A.

## Geschichte
Die Chapel Works wurden im Jahre 1795 gegründet. Sie produzierten Leinen und Seile. J. & G. Paton übernahmen den Betrieb im Jahre 1828. Mit ihren Neubauten und Erweiterungen in den 1830er und 1840er Jahren entwickelten sie die Chapel Works zur größten Textilmühle Forfarshires, dem heutigen Angus. Im Jahre 1864 waren dort 800 Personen beschäftigt. 1899 änderten die Chapel Works ihre Unternehmensform zu einer Limited-Gesellschaft um. 1967 wurde der Betrieb schließlich eingestellt. Das Spirituosenunternehmen George Morton & Co. nutzte die Gebäude zwischen 1973 und 1989 als Lager. In den 2000er Jahren wurden die ehemaligen Mühlengebäude zu Wohngebäuden umgenutzt.

## Beschreibung
Die Chapel Works stehen an der Paton’s Lane im Osten von Montrose. Aus den 1840er Jahren existieren Pläne zur Errichtung, eines monumentalen, 24 Achsen weiten Produktionsgebäudes mit Maschinenhäusern an beiden Enden, von dem jedoch nur einzelne Elemente ausgeführt wurden. Die Gebäude sind um einen länglichen Hof angeordnet. Ihr Mauerwerk besteht aus Bruchstein und ist teilweise mit Naturstein verkleidet. In eigenen Gebäuden untergebrachte Dampf- und Balanciermaschinen trieben die Maschinerien an. 1864 waren 120 PS installiert.